# Psautier de Théodore
Le psautier de Théodore est un manuscrit enluminé byzantin contenant le texte des psaumes. Il a été copié et peint par le moine Théodore du monastère du Stoudion à Constantinople pour son abbé Michel en 1066. Contenant 435 images, il est actuellement conservé à la British Library (Add.19352).

## Historique
Le colophon du manuscrit (au f.208) indique que l'ouvrage a été copié et décoré par le moine Théodore, originaire de Césarée de Cappadoce, et achevé en février 1066. Il a été exécuté pour son abbé Michel, qui était sans doute à la tête du monastère du Stoudion à Constantinople. 
Au XIXe siècle, le manuscrit est la propriété de Henry Perigal Borrell (en), un marchand et numismate anglais installé à Smyrne. Celui-ci l'aurait obtenu de la bibliothèque du métropolite de Chios. Sa collection est dispersée lors d'une vente chez Sotheby's à Londres en 1853 et le manuscrit est alors acquis par le British Museum dont les collections de manuscrits ont été transférées à la British Library.

## Description
Le manuscrit contient 151 psaumes (f.1-189) puis un poème en alexandrins sous la forme d'un dialogue évoquant la vie de David, basé sur le psaume 151 (f.189v-191), puis une prière au nom de l'abbé Michel (f.191v-192) et enfin les cantiques (f.192v-208). Le livre s'achève par une dédicace et le colophon. Le texte des psaumes est divisé en Kathisma et en staseis, conformément à la liturgie orthodoxe. 
Les deux premiers psaumes en entier, ainsi que les titres et les initiales de chaque verset de chaque psaume sont écrits en lettres d'or. Le manuscrit contient par ailleurs 435 illustrations situées dans les marges du texte.
Ces miniatures sont inspirées d'un autre manuscrit sans doute copié dans le même monastère mais aujourd'hui disparu. Le psautier Chludov, qui date du IXe siècle, pourrait constituer le modèle pour ce dernier manuscrit. Un grand nombre de ces illustrations (contrairement au psautier Chludov) représentent des saints dans différentes attitudes et différente scènes, personnifiant des modèles de vertus que devaient atteindre les moines orthodoxes. Certaines des scènes représentées sont là pour prévenir les moines des menaces que pèse sur eux la vie citadine. Certaines illustrations qui évoquent des scènes d'iconoclasme, inspirées elles aussi du psautier Chludov, sont présentes aussi pour rappeler aux moines leur rôle dans la lutte contre l'hérésie ainsi que pour l'abbé dans son rôle de contrôle des croyances des moines.
La Crucifixion y montre le Christ avec la tête légèrement inclinée sur le côté gauche du type plutôt Christus dolens.

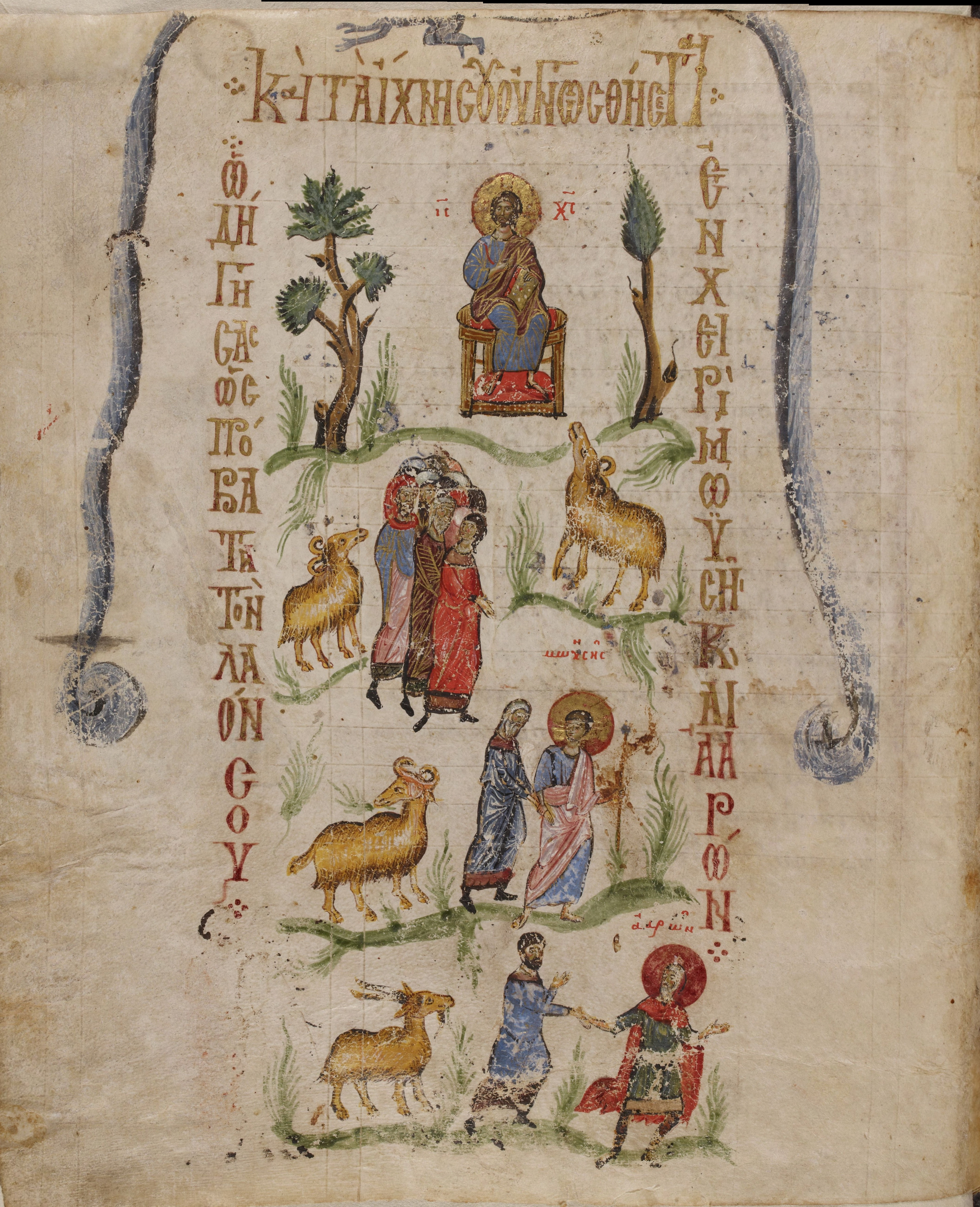
Illustration du psaume 76
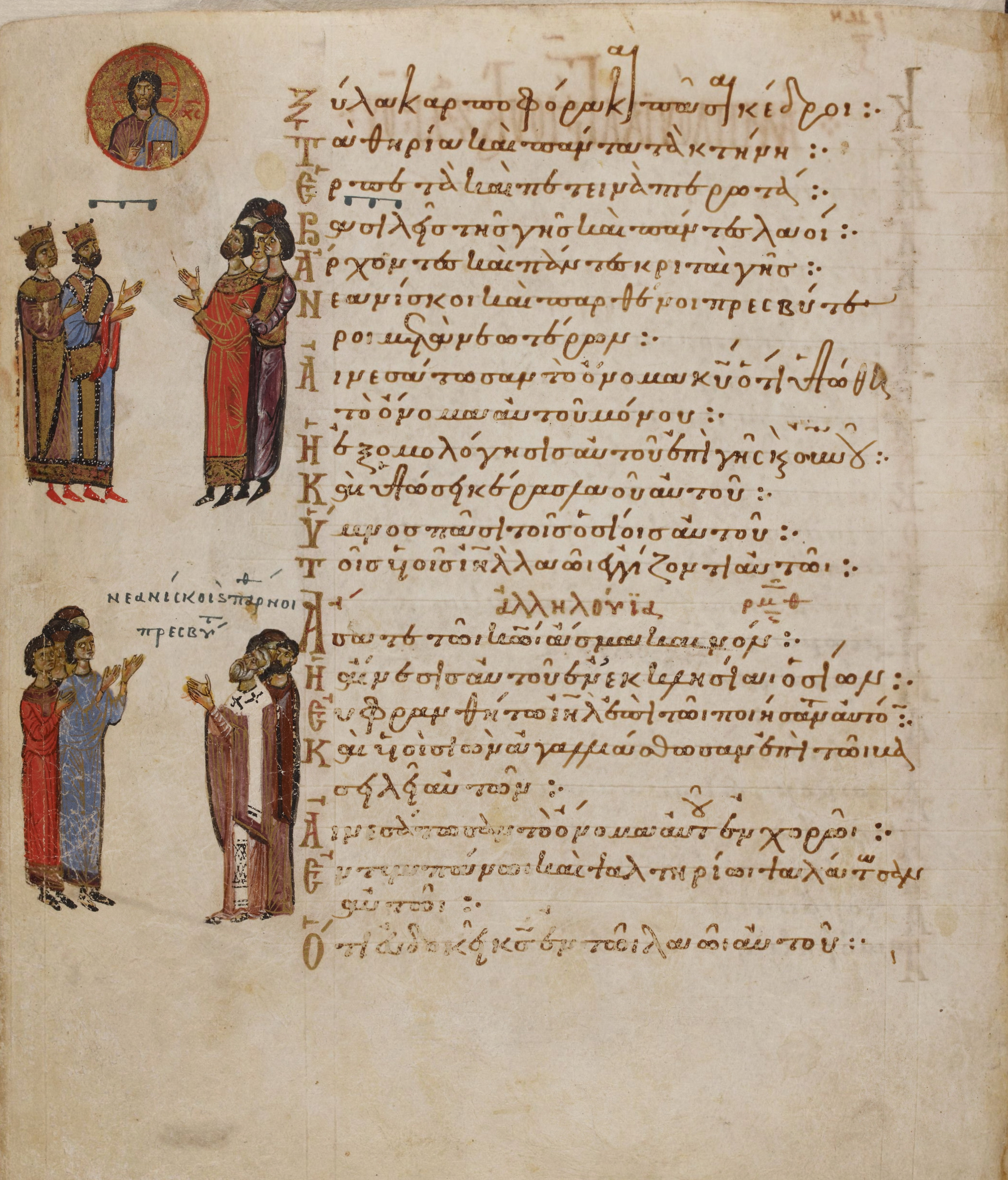
Page du psaume 148
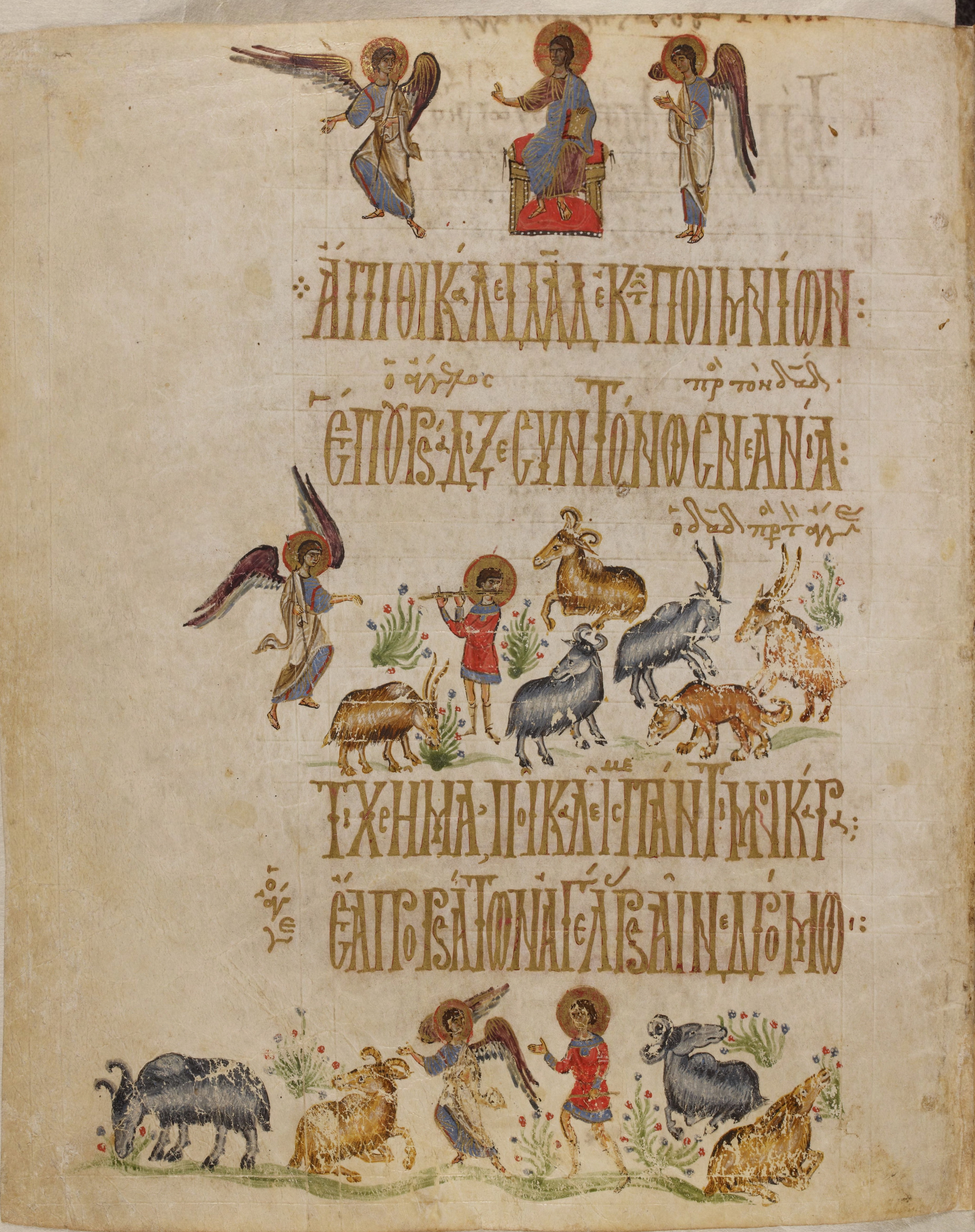
Page de titre du poème sur David, f.189v